# Horace W. Babcock
Horace W. Babcock (13. září 1912 – 29. srpen 2003) byl americký astronom.

## Kariéra
Vystudoval na Kalifornském technologickém institutu, a poté přešel na Kalifornskou univerzitu v Berkeley, kde získal doktorát.
Jeho disertační práce obsahovala jednu z prvních indikací temné hmoty. Když pozoroval rotaci galaxie v Andromedě, objevil, že svítící hmota nevysvětluje pozorovanou rotační křivku. Přisuzoval to ale absorpci světla uvnitř galaxie nebo modifikované dynamice. Nikoli existenci chybějící hmoty.
Babcock vymyslel a postavil celou řadu astronomických přístrojů a v roce 1953 jako první navrhl myšlenku adaptivní optiky. Specializoval se na spektroskopii a studium magnetických polí hvězd. Navrhl Babcockův model magnetismu slunečních skvrn.
Během druhé světové války byl zapojen do radiačních prací na Massachusettském technologickém institutu a na Kalifornském technologickém institutu. Po válce začal pracovat se svým otcem, který byl rovněž astronom.
V letech 1964 až 1978 byl ředitelem observatoře Palomar.

## Ocenění
V roce 1957 získal Henry Draper Medal , o rok později Eddingtonovu medaili. Roku 1969 medaili Catheriny Bruceové  a o rok později Gold Medal of the Royal Astronomical Society .
Jeho jméno nese asteroid (3167) Babcock (pojmenovaný po něm a jeho otci), kráter stejného jména na Měsíci je pojmenován jen po jeho otci.